# Johann Marcus Marci
Johann Marcus Marci (cehă Jan Marek Marci (Marcovici) z Kronlandu, latină Ioannes Marcus Marci; n. 13 februarie 1595 Lanškroun - d. 10 aprilie 1667, Praga) a fost un savant ceh postrenascentist, medic, fizician și astronom.

## Biografie
S-a născut la Lanškroun (Kronland). A studiat la Universitatea din Olomouc și a absolvit Universitatea Carolină din Praga  (1625), unde a lucrat ulterior. În anul 1625 obține și doctoratul în medicină. Ulterior a îmbinat medicina, fizica și astronomia. Din anul1630 este profesoral Universității din Praga. În anul 1658 este numit medic al împăratului Leopold I, iar din 1662 este rector al Universității din Praga.

## Contribuția științifică
Cercetările sale din domeniul fizicii sunt consacrate mecanicii și opticii. A examinat ciocnirea bilelor solide și a demonstrat deosebirea dintre ciocnirile elastice și inelastice (1639). În anul 1648 a descoperit, înaintea lui Newton, dispersia lumiii și a emis concomitent cu Christiaan Huygens ipoteza despre natura ondulatorie a luminii. A explicat curcubeul și colorarea peliculelor subțiri. Lucrările lui Marci au fost multă vreme ignorate.
A întreprins, de asemenea, cercetări în domeniul matematicii și în medicină.

## Opera
- Idearum operatritium idea, 1635
- De proportione motus seu regula sphygmica ad celeritatem et tarditatem pulsuum, 1639
- Thaumantias sive liber de arcu coelesti deque colorum apparentium natura, Praha, typis Academicis, 1648 (reprint Cimelia Pragensia 3, 1968)
- De proportione motus figurarum rectilineaurum et circuli quadratura motu, 1648
- De longitudine seu differentia inter duos meridianos, 1650
- Dissertatio de natura iridis, 1650
- Labyrinthus, in quo via ad circuli quadraturam pluribus modis exhibetur, 1654
- Philosophia vetus restituta, 1662
- Liturgia mentis seu Dissertatio de natura epilepsiae, illius ortu et causis, 1678
- Othosophia seu philosophia impulsus universalis, 1683